# Revolução Laranja
A Revolução Laranja (em ucraniano: Помаранчева революція / Pomarancheva revoliutsiya) foi uma série de protestos e eventos políticos, ocorridos entre 2004 e 2005, que tomou diversos lugares de toda a Ucrânia, em resposta às alegações maciças de corrupção, intimidação por votos e fraude eleitoral direta, durante a eleição presidencial ucraniana de 2004.
Os protestos foram instigados por dados numéricos de observadores locais e estrangeiros, e de amplo conhecimento público, de que os resultados da votação de 21 de novembro de 2004 entre os principais candidatos, Viktor Yushchenko e Viktor Yanukovych, foram manipulados em favor do segundo. A eleição foi mantida pela lei ucraniana devido aos resultados oficiais da eleição presidencial ocorridas em 31 de outubro de 2004, na qual não houve candidato que obtivesse mais de 50% dos votos totais. O vencedor das eleições se tornou o terceiro presidente da Ucrânia desde sua independência, em 1991, após a queda da União Soviética. 
A cor laranja foi adotada pelos protestantes como a cor oficial do movimento por ter sido a cor da campanha eleitoral do principal candidato da oposição, Viktor Yushchenko. O símbolo da solidariedade com o movimento de Yushchenko na Ucrânia foi uma fita laranja ou uma bandeira portando o slôgane "Так! Ющенко!" ("Sim! Yushchenko!").
Enquanto milhões de ucranianos se manifestavam diariamente em Kiev, capital da Ucrânia e centro da revolução, onde militantes e simpatizantes de Yushchenko ficaram acampados em tempo integral, a ação foi destacada por uma série de protestos por todo o país, com protestos pacíficos e uma greve geral organizada pela oposição, seguida de disputas pelo resultado das eleições presidenciais.
Em grande parte devido aos efeitos do movimento da oposição, os resultados da corrida eleitoral foram anulados e uma segunda eleição foi ordenada pela Suprema Corte da Ucrânia para 26 de dezembro de 2004. Sob uma intensa fiscalização na contagem de votos, a segunda votação foi aceita por observadores locais e internacionais como livre de problemas. Os resultados finais mostraram uma clara vitória de Yushchenko, que recebeu 52% dos votos, enquanto Yanukovych recebeu cerca de 44%. Yushchenko foi declarado o vencedor oficial e, com sua posse em 23 de janeiro de 2005, em Kiev, a Revolução Laranja obteve pleno êxito.

## Fraude eleitoral
Os protestos começaram no dia seguinte após o segundo turno de votações, na disputa entre o então primeiro-ministro da Ucrânia, Viktor Yanukovych, e o candidato da oposição Viktor Yushchenko, quando a contagem oficial de votos diferia significativamente das últimas pesquisas eleitorais, que indicavam a vitória de Yushchenko com cerca de 11% de diferença sobre Yanukovych, enquanto os resultados oficiais davam a vitória a Yanukovych com cerca de 3% de diferença. Enquanto militantes de Yanukovych clamavam que conexões de Yushchenko com a mídia ucraniana explicavam a disparidade, militantes de Yushchenko publicaram evidências de muitos incidentes de fraude eleitoral em favor de Yanukovych, testemunhada por muitos observadores locais e internacionais. Estas acusações foram reforçadas por alegações similares de fraude, embora em uma escala mais baixa, durante o primeiro turno eleitoral em 31 de outubro. Todavia, a extensão de irregularidades em 31 de outubro foi menos clara e certamente para os militantes de ambos os candidatos pareceu improvável que estas pudessem ter afetado o resultado do primeiro turno em favor de qualquer candidato na contagem de votos.

## Os protestos
Militantes de Yushchenko chamaram para o protesto na madrugada do dia da eleição, em 21 de novembro de 2004, quando alegações de fraude começaram a surgir. No começo do dia 22 de novembro, grandes protestos se iniciaram em cidades de todo o país: o maior, na Praça da Independência, atraiu cerca de meio milhão de participantes que, em 23 de novembro, marcharam pacificamente em frente à sede do Verkhovna Rada, o parlamento ucraniano, com muitos vestindo cor laranja ou carregando bandeiras laranjas, a cor da campanha eleitoral de Yushchenko.
As autoridades locais em Kiev e em várias outras cidades, com um alcance de apoio popular de seu eleitorado, em um grande repúdio em aceitar a legitimidade dos resultados oficiais da eleição, empossaram simbolicamente Yushchenko como presidente da república, sem nenhum efeito legal. Em resposta, oponentes de Yushchenko denunciaram-no por prestar o juramento presidencial ilegalmente, enquanto alguns defensores moderados não estavam seguros sobre as ações de Yushchenko. Alguns observadores arguiram que esse juramento presidencial simbólico pode ter sido útil para o movimento ter tomado um rumo mais confrontativo. Neste cenário, o simbólico juramento de Yushchenko pôde ser usado para dar maior legitimidade ao clamor que ele, um tanto quanto seu rival que tentou ganhar a presidência sob alegada fraude, é um verdadeiro comandante supremo autorizado a dar ordens para militares e agências de segurança.
Ao mesmo tempo, oficiais locais em outras regiões da Ucrânia, consideradas "fortalezas" de Yanukovych (no sul e leste do país), começaram a criar uma série de insinuações sobre alternativas drásticas, como a possibilidade de divisão do país, caso a vitória de Yanukovych não seja reconhecida. Aparições de defensores de Yanukovych começaram a surgir e alguns deles chegaram a Kiev, mas não chegaram nem próximo do número de manifestantes pró-Yushchenko, tanto em Kiev quanto em vários lugares do país, nas quais cerca de um milhão de pessoas protestaram nas ruas, com temperaturas congelantes.

## Yushchenko
Apesar de Yushchenko ter entrado em negociações com o presidente de partida, Leonid Kuchma, num esforço para resolver pacificamente a situação, as negociações foram rompidas em 24 de novembro de 2004. Yanukovych foi oficialmente reconhecido como o vitorioso pela Comissão Eleitoral Central, na qual ela mesma foi supostamente envolvida por falsificação dos resultados eleitorais, por sonegação de informações recebidas de distritos locais e manutenção de um servidor de computadores ilegal usado para manipulação de resultados. Na manhã seguinte à certificação do local das fraudes, Yushchenko discursou para seus militantes em Kiev, instigando-os para começarem uma série de protestos em massa, greves gerais e protestos passivos, com o intento de enfraquecer o governo e forçá-lo a conceder a derrota:
Um caminho para um compromisso com o povo, mostrando seus desejos, é o único caminho pelo qual esses desejos nos ajudarão a encontrar uma saída para este conflito. Portanto, o comitê da salvação nacional declara uma greve de alcance nacional.
Em 1 de dezembro de 2004, a Verkhovna Rada passou uma resolução que condena duramente pró-separatistas e ações de federalização, e passaram uma votação aberta para o Gabinete dos Ministros da Ucrânia, na qual o governo se recusou a reconhecer. Pela constituição ucraniana, a votação aberta ordenou a renúncia do novo governo, mas os parlamentares não quiseram validá-la sem a cooperação do primeiro-ministro Yanukovych e a saída do presidente Kuchma.
Em 3 de dezembro de 2004, a Suprema Corte da Ucrânia finalmente terminou a paralisação política. A corte decidiu que devido ao alcance da fraude eleitoral, tornou-se impossível estabelecer o resultado final da eleição. Portanto, invalidou os resultados oficiais da eleição, que havia sido ganha por Yanukovych. Como solução, a corte ordenou uma nova votação e o resultado pôde ser confirmado em 26 de dezembro de 2004. Esta decisão foi vista como uma vitória para os apoiantes de Yushchenko, enquanto Yanukovych e seus defensores favoreceram uma nova disputa genuína como a melhor opção, caso Yanukovych não seja efetivado como presidente. Em 8 de dezembro de 2004, o parlamento legalizou uma nova corrida presidencial, assim como um novo sistema de governo. Esta nova eleição foi vencida por Yushchenko e ele foi declarado vencedor em 28 de dezembro de 2004.

## A função dos serviços secretos ucranianos e das agências de segurança
De acordo com a versão dos eventos recontada pelo The New York Times, as agências de segurança ucranianas tiveram um papel incomum na Revolução Laranja, com uma agência substituta da KGB no antigo estado soviético, provendo suporte qualificado para uma oposição política. Conforme relatório, em 28 de novembro de 2004, uma tropa com mais de 10 mil homens foi mobilizada pelo Ministério de Assuntos Internos da Ucrânia para dissolver os protestos da Praça da Independência, em Kiev, por ordem de seu comandante, o General Sergei Popkov. O Serviço de Segurança da Ucrânia (um sucessor da KGB na Ucrânia) avisou líderes da oposição desta sanção severa. Aleksander Galaka, líder de inteligência militar, fez chamadas para prevenir um "derramamento de sangue". O Coronel-General Ilhor Smeshko (líder do Serviço de Segurança da Ucrânia) e o Major-General Vitaly Romanchenko (líder de inteligência militar) clamaram ambos ter avisado Popkov para recuar suas tropas, tendo ele obedecido, prevenindo mortes.
Em adição ao desejo de evitar um confronto sangrento, o artigo do New York Times sugeriu que uma "siloviki" (política de repressão) foi motivada por adversão pessoal à possibilidade de haver de servir o presidente Yanukovych, que foi condenado na juventude por furtos e assaltos e também alegou que Yanukovych teve conexões com a corrupção política, especialmente se ele estivesse ascendendo à presidência por fraude. Os motivos pessoais do General Smeshko com relação a Yanukovych puderam também ter tido um papel relevante contra aquele. Evidências adicionais da popularidade de Yushchento e, no mínimo parcial, apoio de oficiais do Serviço de Inteligência da Ucrânia foram mostrados pelo fato de várias provas de fraude eleitoral, incluindo grampeamento de telefonemas relacionados à campanha de Yanukovych, e oficias do governo discutindo como manipular a eleição, foram providas pela campanha de Yushchenko. Estas conversações foram provas plausíveis para a oposição, obtidas por simpatizantes nos serviços de inteligência ucranianos.

## O suposto envolvimento de forças externas
Muitos analistas acreditam que a Revolução Laranja foi construída como nos exemplos vistos primeiro na expulsão de Slobodan Milošević em Sérvia e Montenegro e, após esta, com a Revolução Rosa, na Geórgia. Cada uma destas vitórias, embora aparentemente espontâneas, foram um resultado de extensivas campanhas populares à construção de coalizões entre a oposição. Cada vitória eleitoral, provavelmente, foi promovida por manifestações públicas, após tentativas de políticos em exercício de manterem-se no poder, através de fraudes eleitorais.
Cada um destes movimentos populares teve grande trabalho de ativistas estudantis. O mais famoso destes foi o "Otpor", um movimento formado por jovens que apoiava Vojislav Koštunica em Sérvia e Montenegro. Na Geórgia, o movimento foi chamado de "Kmara". Um movimento fracassado na Bielorrússia se chamou "Zubr". Na Ucrânia, o movimento se chamou "Pora", que significa "Está na hora!". Chefe do Comitê Parlamentar de Defesa e Segurança, Givi Targamadze, ex-membro do Instituto Liberdade, bem como alguns membros do Kmara, foram consultados por líderes ucranianos da oposição, sobre técnicas de movimentos sem violência. 
Ativistas, em cada um destes movimentos, foram financiados e treinados por uma coalizão de peritos em sondagem de opinião ocidentais e consultores profissionais financiados por uma união de agências governamentais e não-governamentais. De acordo com o The Guardian, estão incluídos o Departamento de Estado norte-americano e o US AID, juntamente com o Instituto Democrático Nacional, o Instituto Republicano Internacional, a ONG Freedom House e o Open Society Institute, do bilionário George Soros. A Doação Nacional para a Democracia, uma fundação do governo norte-americano, assistiu tentativas não-governamentais em favor da democracia na Ucrânia desde 1988 . Escritos sobre protestos pacíficos, por Gene Sharp, formaram a base de estratégias das campanhas estudantis.
Por outro lado, o envolvimento da Rússia na eleição ucraniana foi mais direto e pesado em favor do primeiro-ministro Yanukovych. A extensão deste envolvimento é ainda contestada, mas alguns fatos são indiscutíveis, como os diversos encontros entre o presidente da Rússia Vladimir Putin e Leonid Kuchma, antes e durante as eleições. Putin repetidamente congratulava Yanukovych enquanto os resultados ainda eram eram contestados, os quais causavam muito embaraço para ambas as partes. Yanukovych recebeu um tratamento muito melhor dos meios de comunicação russos, controlados pelo estado, e foi envolto por consultores russos reconhecidamente relacionados com o Kremlin, durante todo o ciclo eleitoral. A maioria dos observadores concorda que a campanha de Yanukovych recebeu contribuições significativas de negociadores estatais rusos, e outras alegações, ainda questionadas e não provadas, incluem envolvimento do governo Russo no suposto envenenamento de Yushchenko, na época eleitoral, no qual seu rosto ficou seriamente desfigurado.
O apoio aberto e oficial da Polônia para mudanças democráticas na Ucrânia, assim como o apoio polonês para a entrada da Ucrânia na União Europeia, resultou em grandes tensões entre Varsóvia e Moscou.

## Livros
- Ukraine's Orange Revolution - por Andrew Wilson (historiador), Yale University Press (Março de 2006), 256 páginas (em inglês).
- Revolution in Orange: The Origins of Ukraine's Democratic Breakthrough - por Anders Aslund and Michael McFaul, Carnegie Endowment for International Peace, (Janeiro de 2006), 180 páginas (em inglês).
- Первый Украинский: записки с передовой (First Ukrainian front: the Notes from the Front-line) - por Andrei Kolesnikov, Vagrius, Moscou (2005), 416 páginas (em russo).